# Neosaproecius
Neosaproecius là một chi bọ cánh cứng thuộc họ Scarabaeidae.